# Bill Cunningham (photographe)
Pour les articles homonymes, voir Bill Cunningham et Cunningham.
William J. Cunningham, né le 13 mars 1929 à Boston et mort le 25 juin 2016 à New York, est un photographe de mode américain pour le quotidien The New York Times.

## Biographie
William John Cunningham Jr. est né le 13 mars 1929 à Boston. Il est issu d'une famille catholique irlandaise, et est le second enfant d'une fratrie de quatre.
Bill Cunningham est célèbre pour ses clichés de looks de rue et son style de photographie sur le vif. Il est l'un des tout premiers à découvrir Azzedine Alaïa dans les années 1980.
Il est décoré en 2008 du titre de chevalier de l'ordre des Arts et des Lettres par le ministre de la culture français.
Il a été l'objet d'un documentaire, Bill Cunningham New York, réalisé par Richard Press et sorti en 2011.
La messe de requiem est célébrée le 30 juin 2016 en l'église Saint-Thomas-More de New York.

## Distinctions
- Chevalier de l'ordre des Arts et des Lettres